# Perris
Perris es una ciudad en el Condado de Riverside, California, en Estados Unidos. En el censo del año 2000, la población de la ciudad era de 46.600 habitantes. La ciudad fue nombrada en honor de Fred T. Perris, principal ingeniero del ferrocarril meridional de California; el FF.CC. meridional de California fue conectado con la ciudad en los años 1880 para construir una conexión ferroviaria entre las ciudades de Barstow y San Diego, California.
El aeropuerto más cercano del valle de Perris (identificador de FAA: L65) tiene una pista de 1554,5 m. Perris ha atraído a muchedumbres de aficionados y profesionales de la caída libre, por lo que es conocido como centro de paracaidismo del valle de Perris. La fama repentina del área dio a Perris el apodo de: “La capital estadounidense de la caída libre (skydiving, en inglés)”.

## Geografía
Perris está situado en las coordenadas 33°47′48″N 117°13′28″O / 33.796576, -117.224382.
Según el Censo de los Estados Unidos, la ciudad tiene una superficie total de 81,6 km², de los cuales, 81,2 km² es tierra y 0,3 km² (0,41%) es agua.

## Política
En la legislatura estatal de California, Perris está ubicada en el 37ª Senado Estatal de California, representada por el republicano Jim Battin, y, en el 65.º distrito de la Asamblea Estatal, está representada por el republicano Paul Cook. En el gobierno federal, Perris está situado en el 49.º distrito del Congreso de California, y está representado por el republicano Darrell Issa.

## Seguridad pública
El Departamento de Policía del Condado de Riverside proporciona los servicios de seguridad a toda la zona del valle de Perris (incluidas las ciudades cercanas y zonas de Mead Valley, de Quail Valley y Glen Valley, y la Ciudad de Canyon Lake). La ciudad de Perris, tiene contratos de servicios de bomberos con el Departamento de Bomberos de Condado de Riverside a través de un acuerdo de cooperación con el Departamento de Bosques y Protección Contra Incendios de California).